# ليوبليانا
لُبْلَانَة (بالسلوفينية: ) عاصمة سلوفينيا وكبرى مدنها. يبلغ عدد سكانها 278 638 نسمة، تقع لبلانة في الجزء الأوسط من البلاد.
تعد لبلانة المركز الثقافي لسلوفينيا، فهي تحضن جامعة لبلانة ومتاحف كثيرة. ومن بين هذه المتاحف: المتحف الوطني، ومتحف التاريخ الطبيعي السلوفيني ومتحف الإثنغرافيا. ومن الصناعات الرئيسية في لبلانة: صناعة الأجهزة الإلكترونية والآلات، بالإضافة إلى صناعة المنتجات الورقية والمنسوجات.

## التسمية والرمز
أصل اسم المدينة غير واضح. ففي العصور الوسطى، قد عرف كل من النهر والمدينة باسم لَيْبَخ (بالألمانية: ) اسم الألمانية، التي كانت تستخدم في الاستعمال الرسمي حتى عام 1918. وكانت هنالك مشكلة بالنسبة لمعظم العلماء في كيفية ربط الأسماء السلوفينية والألمانية.
أما بالنسبة لرمز المدينة فهو التنين لبلانة. ويصور ذلك على الجزء العلوي من برج قلعة لبلانة الظاهر في الشعار الرسمي لمدينة لبلانة وعلى جسر التنين. كما يرمز التنين للقوة والشجاعة والعظمة.

### التاريخ المعاصر
لبلانة تبقى كعاصمة لجمهورية سلوفينيا المستقلة، التي دخلت الاتحاد الأوروبي عام 2004.

## السكان
وضع رئيس سلوفينيا حجر الأساس لأول مسجد في سلوفينيا (مسجد لبلانة) في شهر سبتمبر 2013م.

## المناخ
مناخ لبلانة هو مناخ محيطي، المطلة على منطقة شبه استوائية ذات المناخ الرطب، مع خصائص المناخ القاري مثل الصيف الحار والشتاء البارد نسبيا. يوليو وأغسطس هي أعلى درجة حرارة من بين بقية الأشهر مع أعلى مستوى حرارة يومي حيث تكون درجة الحرارة بين 25 و 30 °C (77 °F و 86)، ويناير هو أبرد شهر من بين بقية الأشهر، مع درجات الحرارة التي تتفاوت في الغالب حول 0 °C (32 °F). المدينة تشهد 90 يوما من الصقيع في السنة، و 11 يوما مع درجات حرارة فوق 30 °C (86 °F). وهطول الأمطار نسبيا توزع بالتساوي في جميع المواسم، على الرغم من فصل الشتاء والربيع كما تميل إلى أن تكون أكثر جفافا من الصيف والخريف. هطول الأمطار السنوي هو حوالي 1,400 ملم (55 إنش). العواصف الرعدية شائعة جدا من مايو إلى سبتمبر ويمكن أن تكون شديدة جداً أحيانا. الثلوج تكون عادة من ديسمبر إلى فبراير، وعادة ما تكون 48 يوما تكون مغطاة بالثلوج كما تسجل موسم الشتاء من كل سنة. تعرف المدينة بضبابها، والتي تم تسجيله في المتوسط بأنه يكون على مدى 64 يوما في السنة، معظمها في فصلي الخريف والشتاء، ويمكن أن تكون ثابتة وخاصة في ظروف تقلب درجة الحرارة. في فصل الصيف، يكون الطقس في المدينة تحت تأثير التيارات الهوائية القادمة من البحر الأبيض المتوسط، وبالتالي فإن جميع مواسم الصيف تكون حارة ومشمسة.
| البيانات المناخية لـليوبليانا                                                       | البيانات المناخية لـليوبليانا | البيانات المناخية لـليوبليانا | البيانات المناخية لـليوبليانا | البيانات المناخية لـليوبليانا | البيانات المناخية لـليوبليانا | البيانات المناخية لـليوبليانا | البيانات المناخية لـليوبليانا | البيانات المناخية لـليوبليانا | البيانات المناخية لـليوبليانا | البيانات المناخية لـليوبليانا | البيانات المناخية لـليوبليانا | البيانات المناخية لـليوبليانا | البيانات المناخية لـليوبليانا |
| الشهر                                                                               | يناير                         | فبراير                        | مارس                          | أبريل                         | مايو                          | يونيو                         | يوليو                         | أغسطس                         | سبتمبر                        | أكتوبر                        | نوفمبر                        | ديسمبر                        | المعدل السنوي                 |
| ----------------------------------------------------------------------------------- | ----------------------------- | ----------------------------- | ----------------------------- | ----------------------------- | ----------------------------- | ----------------------------- | ----------------------------- | ----------------------------- | ----------------------------- | ----------------------------- | ----------------------------- | ----------------------------- | ----------------------------- |
| متوسط درجة الحرارة الكبرى °م (°ف)                                                   | 3.0 (37.4)                    | 6.2 (43.2)                    | 11.2 (52.2)                   | 15.4 (59.7)                   | 20.8 (69.4)                   | 23.9 (75.0)                   | 26.5 (79.7)                   | 26.1 (79.0)                   | 21.5 (70.7)                   | 15.3 (59.5)                   | 7.9 (46.2)                    | 3.4 (38.1)                    | 15.1 (59.2)                   |
| المتوسط اليومي °م (°ف)                                                              | −0.1 (31.8)                   | 1.8 (35.2)                    | 6.1 (43.0)                    | 10.0 (50.0)                   | 15.0 (59.0)                   | 18.1 (64.6)                   | 20.4 (68.7)                   | 19.8 (67.6)                   | 15.5 (59.9)                   | 10.3 (50.5)                   | 4.5 (40.1)                    | 0.7 (33.3)                    | 10.2 (50.3)                   |
| متوسط درجة الحرارة الصغرى °م (°ف)                                                   | −2.7 (27.1)                   | −1.9 (28.6)                   | 1.4 (34.5)                    | 4.9 (40.8)                    | 9.4 (48.9)                    | 12.7 (54.9)                   | 14.6 (58.3)                   | 14.4 (57.9)                   | 11.0 (51.8)                   | 6.7 (44.1)                    | 1.7 (35.1)                    | −1.7 (28.9)                   | 5.9 (42.6)                    |
| الهطول مم (إنش)                                                                     | 71 (2.8)                      | 71 (2.8)                      | 87 (3.4)                      | 103 (4.1)                     | 113 (4.4)                     | 154 (6.1)                     | 117 (4.6)                     | 134 (5.3)                     | 131 (5.2)                     | 147 (5.8)                     | 137 (5.4)                     | 103 (4.1)                     | 1٬368 (54)                    |
| متوسط أيام هطول الأمطار (≥ 0.1 mm)                                                  | 11.9                          | 9.7                           | 11.6                          | 13.9                          | 15.4                          | 15.6                          | 13.1                          | 12.0                          | 11.6                          | 13.3                          | 14.1                          | 13.3                          | 155.5                         |
| متوسط الأيام المثلجة                                                                | 16.7                          | 13.6                          | 5.9                           | 1.0                           | 0.1                           | 0.0                           | 0.0                           | 0.0                           | 0.0                           | 0.1                           | 5.2                           | 12.6                          | 55.2                          |
| ساعات سطوع الشمس الشهرية                                                            | 57                            | 99                            | 140                           | 166                           | 218                           | 226                           | 267                           | 245                           | 169                           | 110                           | 56                            | 45                            | 1٬798                         |
| المصدر #1: Slovenian Enivironment Agency (ARSO) (data for 1971-2000)                |                               |                               |                               |                               |                               |                               |                               |                               |                               |                               |                               |                               |                               |
| المصدر #2: Slovenian Enivironment Agency (ARSO) (some extreme values for 1948-2011) |                               |                               |                               |                               |                               |                               |                               |                               |                               |                               |                               |                               |                               |

## معرض الصور

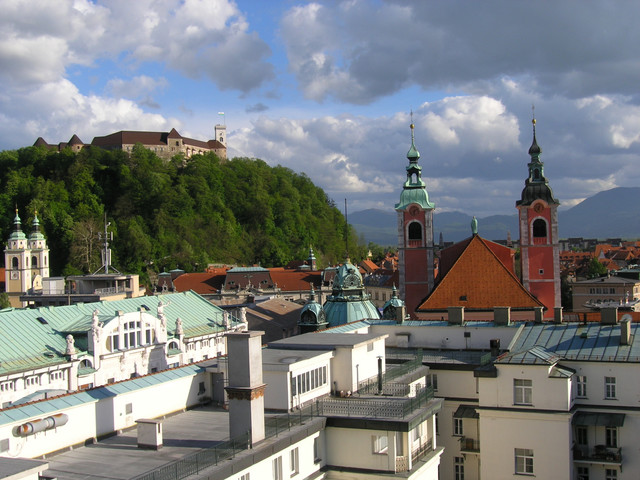
منظر للعاصمة
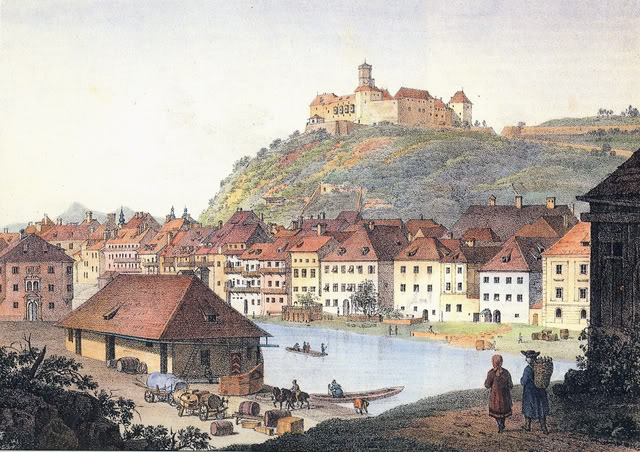
لبلانة في القرن الثامن عشر
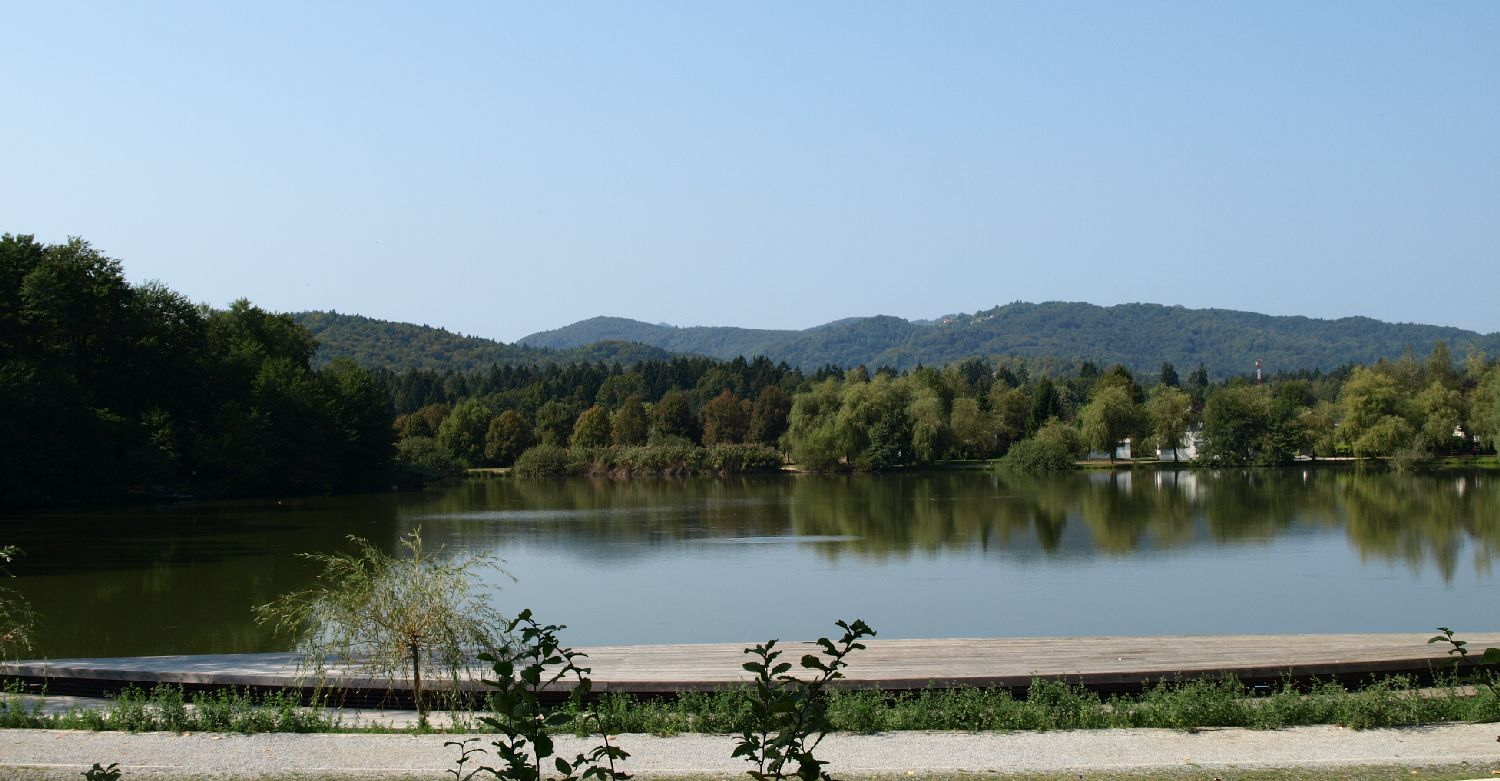
بحيرة كوسيشكي
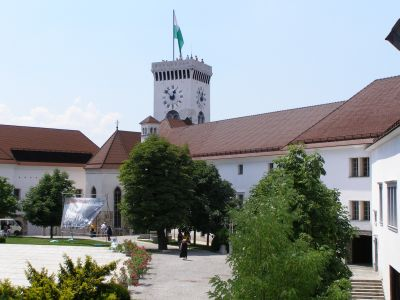
قلعة لبلانة
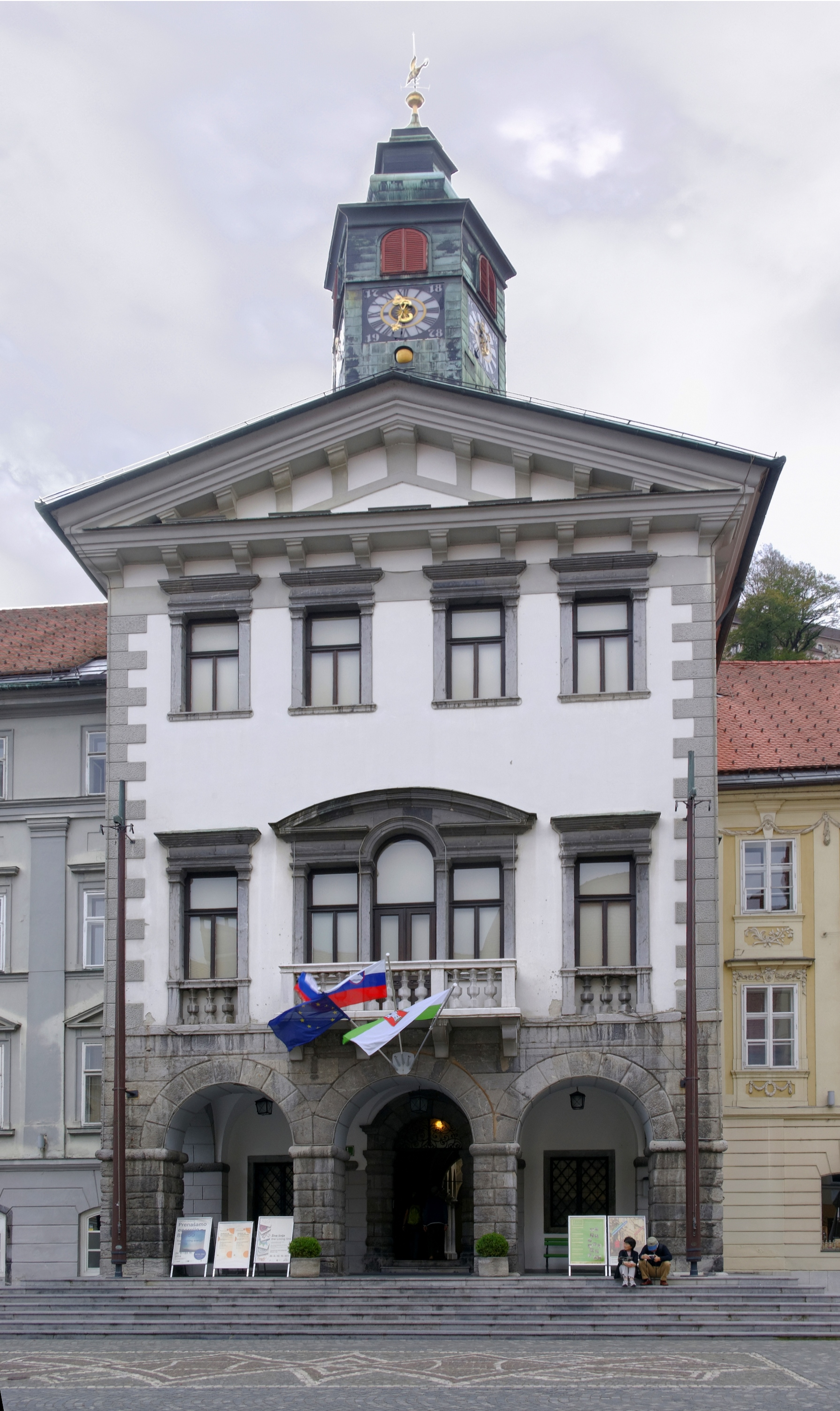
مبنى البلدية
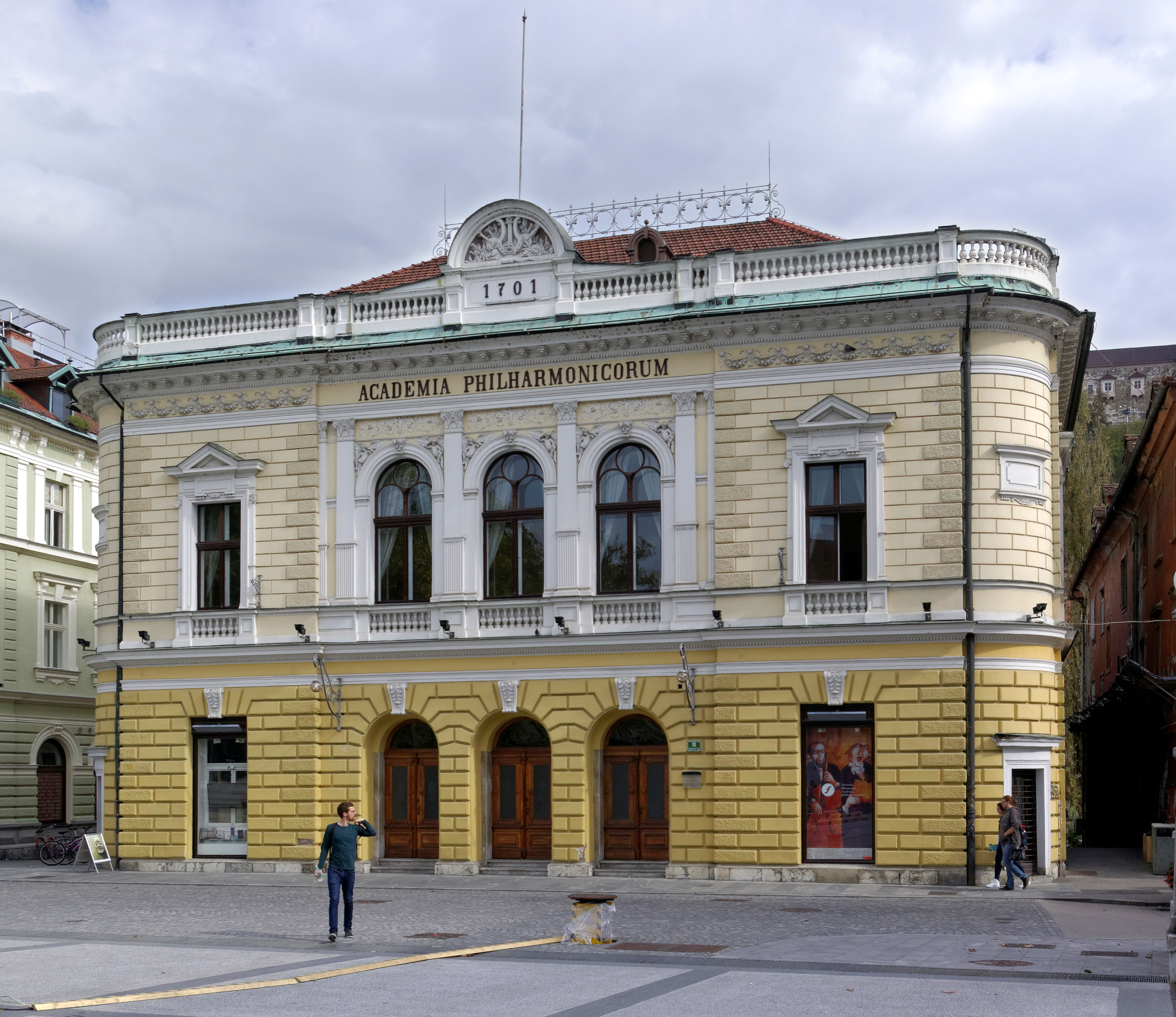
أكاديمية الموسيقى
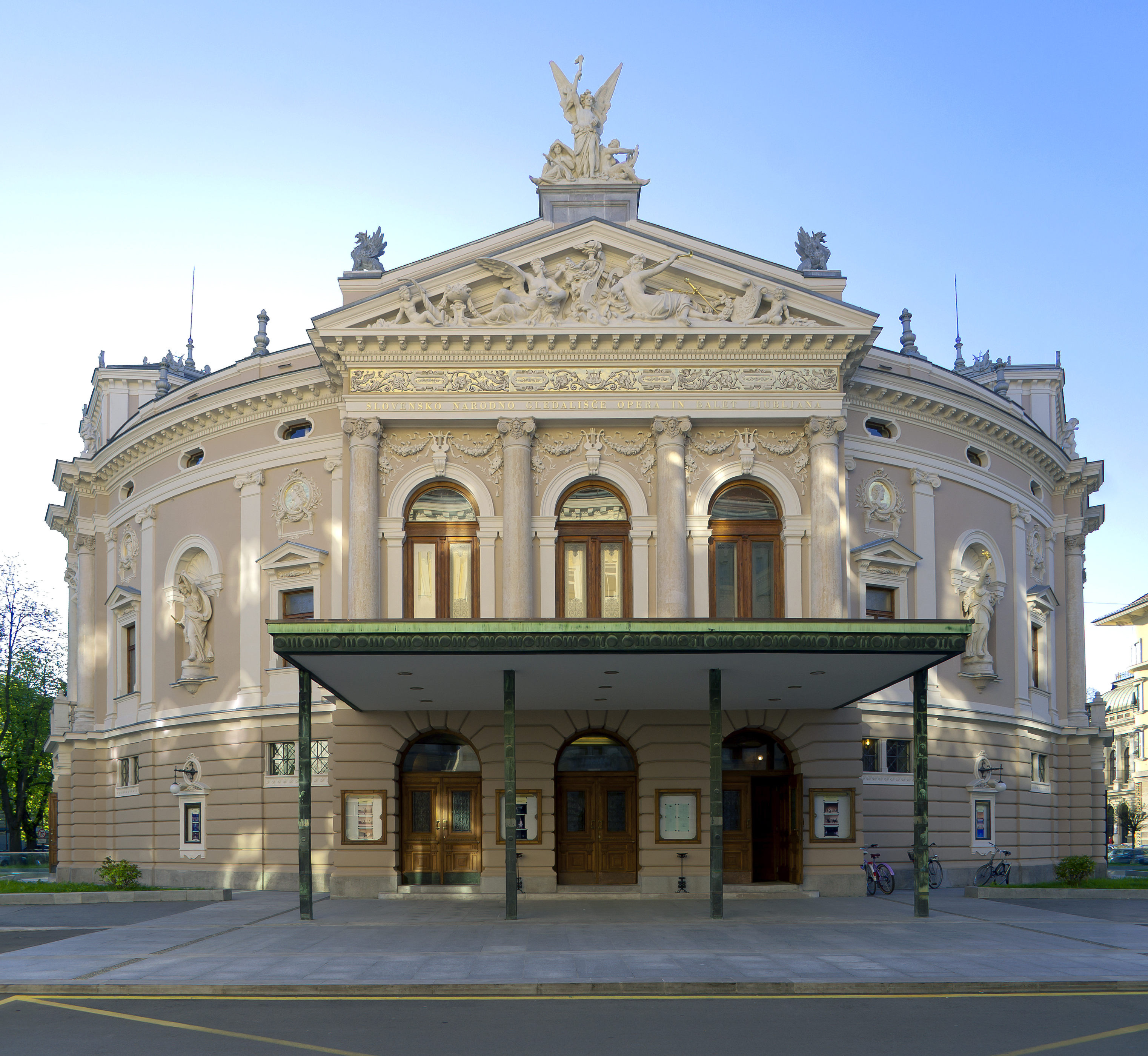
أمام الأوبرا ومسرح الباليه
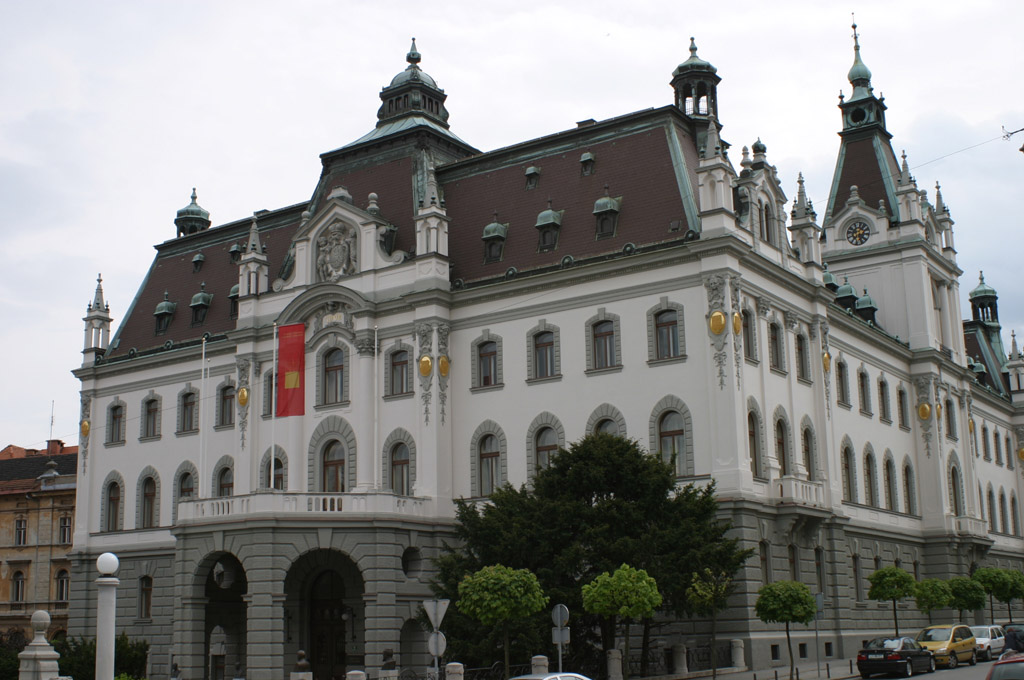
المبنى الرئيسي لجامعة لبلانة